# 黑尔施泰因
黑尔施泰因是德国莱茵兰-普法尔茨州的一个市镇。总面积4.79平方公里，总人口774人，其中男性371人，女性403人（2011年12月31日），人口密度162人/平方公里。